# Лукићево
Лукићево насеље је града Зрењанина у Средњобанатском округу. Према попису из 2022. било је 1409 становника.

## Географске одлике
Лукићево се простире између Бегеја, Тамиша и канала Дунав—Тиса—Дунав, на 45° и 16' северне географске ширине и 18° и 17' источне географске дужине, на надморској висини од 82 m до 84 m, што је једно од највиших надморских висина у Банату. Северозападно од Лукићева је Зрењанин, удаљен непуних десетак километара. Атар се простире на Банатској лесној тераси која се шири целим Банатом. У прошлости је ово подручје бивало дуже под водом тако да се и данас може наћи богатство флувијалних и барских примеса. Ишак, у атару Лукићева нема мочварног земљишта и ово подручје је углавном поштеђено од обилнијих поплава и падавина и подземних вода. Земљиште је лесно, а његов је горњи слој хумизиран и представља плодан чернозем.

## Историја
Први помен првобитног села као дела неког властелинства, на месту данашњег Лукићева потиче из 1410. године. У Пећком катастигу се међу именима српских насеља у Банату спомиње насеље „Мартинци“ код Бечкерека. Пошто су прилози за обнову Пећке патријаршије прикупљани први пут 1660. године, забележено је у катастигу да су калуђери одсели у вароши Бечкерек, а да су приложници дошли из места по имену Мартинци. Други пут, 1666. године су калуђери поново одсели у вароши Бечкерек, а приложници су долазили из места по имену Мартинци и манастира Дреновац. Како у околини нема места које има слично име, а како део сеоског атара још од давнина носи име Мартиница, то указује да су Срби на просторима данашњег Лукићева живели од средњег века.
У околини Мартинице био православни манастир Дреновац (Бечкерек) (на речици Петри, где је сада света Водица). Манастир Дреновац су 1666. године посетили калуђери манастира Пећке патријаршије. Затекли су ту игумана и три монаха, који су били приложници. Игуман Макарије је писао себи проскомодију, јеромонах Јефтимије исто, монах Данил исто а монах Арсеније је писао за себе (платио за) 80 литургија.
Потез поред села звани Деспотовац, сугерише на то да је овај део Баната био у 15. веку посед српских деспота. Није познато какво је то насеље било и колико је имало становника, али узимајући у обзир да су у то време у Банату постојале многобројне српске насеобине са претежно номадским карактеристикама, могуће је да је, због тога што ово подручје није било под мочваром, зеленило пашњака привлачило српске номаде, који су се овде задржали. У време формирања банатске Војне границе, спомиње се Мартиница 1770. године као коморско насеља са српским становништвом, на царском друму Бечкерек - Томашевац - Алибунар.
Како је после 63. године војне управу о оквиру Тамишког баната у Банат 1778. уведена цивилна управа, дошло је до битних промена у животу становништва на овом подручју. Аустрија није дозвољавала мађарским племићима да запоседну имања за која су сматрали да имају право наслеђа, па је постојећу имовину, имања и земљу почела продавати путем лицитација заинтересованим купцима. Осиромашени мађарски племићи нису могли да се равноправно носе на лицитацијама за богаташима пристиглим са разних страна света. На продаји су се нашла читава насеља са становништвом које је живело у њима. Главни купци на овим лицитацијама су били српски, јерменски и цинцарски трговци. Велика лицитација у Банату је спроведена августа 1781. године у Темишвару. На тој лицитацији, трговац стоком, Лазар Лукач, пореклом Јермен, је купио посед Ечка, који се налазио у великобечкеречком округу у Торонталској жупанији. Посед је обухватао око 30.000 јоха (17.265 ха) земље и плаћено је за њега 217.000 флорина. Посед је обухватао општине Ечке, Клек, Јанков Мост, као и делове имања по имену Мартиница и Деспотовац. Мартиница је 1782. године имала само 457 становника. Куповином поседа Лукач је купио и становнике који су живели у насељима на имању, па тако и до тада слободне становнике Мартинице. Куповином имања је купио и титулу племића па је од тада његовом имену додавано „де Етска“. По његовом доласку у Ечку и увођењу „десетка“ и кулука на његовом имању, многи Срби, житељи Ечке и Мартинице су напустили село, а највише их је отишло у Ченту. Одласком Срба из Мартинице насеље је опустело. После смрти Лазара Лукача, посед је наследио најстарији син Јохан, који довео Немце. Јохан Лазар је 1809. године погинуо у двобоју, а пошто није имао породицу, наследио га је брат Аугустин. Тако, 1809. под Аугустином Лазаром, на поседу Ечка, у пустим Мартинцима, настала нова закупна општина, којој је Аугустин дао име Sigmundfeld (Сигмундово поље), по свом сину.
Придошли немачки колонисти су се бавили пољопривредом. По угарском званичном попису из 1857. године у Жигмондфалви је било 1050 становника, од којих 1041 Шваба католик и само 9 Јевреја (Чивута). По српском извору из 1905. године у Жигмондфалви, месту у Великобечкерешком срезу живи само пет православних Срба.
Почетком Првог светског рата, они су се масовно одазвали позиву у борбу против сила Антанте. Српска војска је ушла у село 17. новембра 1918. године. Завршетком Првог светског рата и распадом аустроугарског царства овај део Баната је ушао у састав нове државе, Краљевини Срба, Хрвата и Словенаца. Промене које су уследиле у школству, полицији, судству и банкарском систему су имале огромне последице за становнике свих насеља са немачким живљем. Село је добило назив Мартиница, а јавне функције у месту су заузели Срби. Поред тога становници Мартинице бивају погођени Законом о аграрној реформи, па се цео период од 1921. до 1941. године може обележити као период борбе за земљу. Како је време одмицало, већина Немаца из села је прихватала судску одлуку и одустајала од своје намере да поврати земљу изгубљену аграрном реформом и почели су да купују земљу у ботошком и орловатском атару. Млин у Мартинцима, власништво Јозефа Келера, уништен је експлозијом 14. октобра 1940. када су покушали да га покрену флашом са компримираним кисеоником — погинула су два лица и разбијена стакла на околним кућама.
Немачке трупе у Другом светском рату су ушле у село 11. априла 1941, а село су ослободили Црвена армија и југословенски партизани 1. октобра 1944. После рата у село је досељавано становништво из Босне који су као учесници рата, или као жртве ратних разарања решили да напусте завичај и крену у Војводину. Село од 1947. носи назив Лукићево по народном хероју Вељку Лукићу Курјаку (1917—1944).

## Привреда
Најзначајнија привредна делатност у Лукићеву је пољопривреда. У селу постоји сва потребна инфраструктура, водовод, нова електрична мрежа, путеви, гасна мрежа, дом културе, спортски терени.

## Демографија
У насељу Лукићево живи 1684 пунолетна становника, а просечна старост становништва износи 40,6 година (39,3 код мушкараца и 41,9 код жена). У насељу има 718 домаћинстава, а просечан број чланова по домаћинству је 2,89.
Ово насеље је великим делом насељено Србима (према попису из 2002. године).
|  |

| Демографија | Демографија | Демографија |
| Година      | Становника  | Становника  |
| ----------- | ----------- | ----------- |
| 1948.       | 1.608       |             |
| 1953.       | 1.557       |             |
| 1961.       | 1.930       |             |
| 1971.       | 2.091       |             |
| 1981.       | 2.186       |             |
| 1991.       | 2.196       | 2.124       |
| 2002.       | 2.077       | 2.164       |
| 2011.       | 1.804       |             |

| Етнички састав према попису из 2002.‍ | Етнички састав према попису из 2002.‍ | Етнички састав према попису из 2002.‍ | Етнички састав према попису из 2002.‍ | Етнички састав према попису из 2002.‍ |
| ------------------------------------ | ------------------------------------ | ------------------------------------ | ------------------------------------ | ------------------------------------ |
|                                      |                                      |                                      |                                      |                                      |
| Срби                                 | Срби                                 |                                      | 1.941                                | 93,45%                               |
| Југословени                          | Југословени                          |                                      | 23                                   | 1,10%                                |
| Роми                                 | Роми                                 |                                      | 20                                   | 0,96%                                |
| Мађари                               | Мађари                               |                                      | 9                                    | 0,43%                                |
| Црногорци                            | Црногорци                            |                                      | 6                                    | 0,28%                                |
| Хрвати                               | Хрвати                               |                                      | 6                                    | 0,28%                                |
| Словаци                              | Словаци                              |                                      | 5                                    | 0,24%                                |
| Румуни                               | Румуни                               |                                      | 3                                    | 0,14%                                |
| Македонци                            | Македонци                            |                                      | 3                                    | 0,14%                                |
| Руси                                 | Руси                                 |                                      | 1                                    | 0,04%                                |
| Муслимани                            | Муслимани                            |                                      | 1                                    | 0,04%                                |
| Бошњаци                              | Бошњаци                              |                                      | 1                                    | 0,04%                                |
| непознато                            | непознато                            |                                      | 22                                   | 1,05%                                |

| \| \| м \| \| \| ж \| \| ? \| 3 \| \| \| 7 \| \| 80+ \| 9 \| \| \| 14 \| \| 75—79 \| 24 \| \| \| 32 \| \| 70—74 \| 54 \| \| \| 74 \| \| 65—69 \| 57 \| \| \| 79 \| \| 60—64 \| 57 \| \| \| 73 \| \| 55—59 \| 46 \| \| \| 55 \| \| 50—54 \| 96 \| \| \| 84 \| \| 45—49 \| 100 \| \| \| 83 \| \| 40—44 \| 71 \| \| \| 73 \| \| 35—39 \| 69 \| \| \| 75 \| \| 30—34 \| 55 \| \| \| 67 \| \| 25—29 \| 61 \| \| \| 61 \| \| 20—24 \| 77 \| \| \| 73 \| \| 15—19 \| 75 \| \| \| 58 \| \| 10—14 \| 61 \| \| \| 60 \| \| 5—9 \| 60 \| \| \| 44 \| \| 0—4 \| 43 \| \| \| 47 \| \| Просек : \| 39,3 \| \| \| 41,9 \| |      |  |  |      |
| |      |  |  |      |
| | м    |  |  | ж    |
| ? | 3    |  |  | 7    |
| 80+ | 9    |  |  | 14   |
| 75—79 | 24   |  |  | 32   |
| 70—74 | 54   |  |  | 74   |
| 65—69 | 57   |  |  | 79   |
| 60—64 | 57   |  |  | 73   |
| 55—59 | 46   |  |  | 55   |
| 50—54 | 96   |  |  | 84   |
| 45—49 | 100  |  |  | 83   |
| 40—44 | 71   |  |  | 73   |
| 35—39 | 69   |  |  | 75   |
| 30—34 | 55   |  |  | 67   |
| 25—29 | 61   |  |  | 61   |
| 20—24 | 77   |  |  | 73   |
| 15—19 | 75   |  |  | 58   |
| 10—14 | 61   |  |  | 60   |
| 5—9 | 60   |  |  | 44   |
| 0—4 | 43   |  |  | 47   |
| Просек : | 39,3 |  |  | 41,9 |

| Година пописа     | 1948. | 1953. | 1961. | 1971. | 1981. | 1991. | 2002. |
| ----------------- | ----- | ----- | ----- | ----- | ----- | ----- | ----- |
| Број домаћинстава | 307   | 348   | 497   | 602   | 686   | 702   | 718   |

| Број чланова      | 1   | 2   | 3   | 4   | 5  | 6  | 7 | 8 | 9 | 10 и више | Просек |
| ----------------- | --- | --- | --- | --- | -- | -- | - | - | - | --------- | ------ |
| Број домаћинстава | 130 | 211 | 123 | 165 | 52 | 27 | 8 | 0 | 2 | 0         | 2,89   |

| Пол    | Укупно | Неожењен/Неудата | Ожењен/Удата | Удовац/Удовица | Разведен/Разведена | Непознато |
| ------ | ------ | ---------------- | ------------ | -------------- | ------------------ | --------- |
| Мушки  | 854    | 242              | 542          | 43             | 25                 | 2         |
| Женски | 908    | 162              | 547          | 156            | 41                 | 2         |
| УКУПНО | 1.762  | 404              | 1.089        | 199            | 66                 | 4         |

| Пол    | Укупно                    | Пољопривреда, лов и шумарство | Рибарство                            | Вађење руде и камена | Прерађивачка индустрија       |
| ------ | ------------------------- | ----------------------------- | ------------------------------------ | -------------------- | ----------------------------- |
| Мушки  | 417                       | 95                            | 0                                    | 1                    | 110                           |
| Женски | 310                       | 63                            | 0                                    | 1                    | 84                            |
| Укупно | 727                       | 158                           | 0                                    | 2                    | 194                           |
|        |                           |                               |                                      |                      |                               |
| Пол    | Производња и снабдевање   | Грађевинарство                | Трговина                             | Хотели и ресторани   | Саобраћај, складиштење и везе |
| Мушки  | 3                         | 49                            | 19                                   | 7                    | 63                            |
| Женски | 2                         | 7                             | 33                                   | 9                    | 14                            |
| Укупно | 5                         | 56                            | 52                                   | 16                   | 77                            |
|        |                           |                               |                                      |                      |                               |
| Пол    | Финансијско посредовање   | Некретнине                    | Државна управа и одбрана             | Образовање           | Здравствени и социјални рад   |
| Мушки  | 2                         | 4                             | 26                                   | 8                    | 5                             |
| Женски | 5                         | 2                             | 13                                   | 16                   | 41                            |
| Укупно | 7                         | 6                             | 39                                   | 24                   | 46                            |
|        |                           |                               |                                      |                      |                               |
| Пол    | Остале услужне активности | Приватна домаћинства          | Екстериторијалне организације и тела | Непознато            | Непознато                     |
| Мушки  | 1                         | 0                             | 0                                    | 24                   | 24                            |
| Женски | 4                         | 0                             | 0                                    | 16                   | 16                            |
| Укупно | 5                         | 0                             | 0                                    | 40                   | 40                            |

## Галерија
- Православна црква у Лукићеву
- Споменик у Лукићеву на ком се некада налазила католичка црква